# Косув-Ляцький (гміна)
Гміна Косув-Ляцький (пол. Gmina Kosów Lacki) — місько-сільська гміна у центральній Польщі. Належить до Соколовського повіту Мазовецького воєводства.
Станом на 31 грудня 2011 у гміні проживало 6584 особи.

## Площа
Згідно з даними за 2007 рік площа гміни становила 200.17 км², у тому числі:
- орні землі: 64.00%
- ліси: 27.00%

Таким чином, площа гміни становить 17.69% площі повіту.

## Населення
Станом на 31 грудня 2011:
| Опис     | Загалом | Загалом | Чоловіки | Чоловіки | Жінки | Жінки |
| -------- | ------- | ------- | -------- | -------- | ----- | ----- |
| одиниця  | осіб    | %       | осіб     | %        | осіб  | %     |
| все      | 6584    | 100     | 3316     | 50.36    | 3268  | 49.64 |
| міське   | 2187    | 100     | 1080     | 49.38    | 1107  | 50.62 |
| сільське | 4397    | 100     | 2236     | 50.85    | 2161  | 49.15 |

## Сусідні гміни
Гміна Косув-Ляцький межує з такими гмінами: Малкіня-Ґурна, Медзна, Сабне, Садовне, Соколув-Подляський, Стердинь, Сточек, Церанув.